# Clara Vidal
Pour les articles homonymes, voir Vidal.
Clara Vidal, de son nom complet Clara Josefina Vidal Ventresca de Pérez, est une femme politique vénézuélienne du peuple Karina, née le 1er mars 1983. Elle est l'actuelle ministre vénézuélienne des Peuples indigènes depuis le 9 février 2022, poste qu'elle a également occupé entre 2015 et 2016.

## Carrière politique
Licenciée en éducation mention biologie, elle entre aux jeunesses du Parti socialiste unifié du Venezuela et du Front indigène Cacique Waikaepuru.
Le 4 septembre 2015, elle est ministre vénézuélienne des Peuples indigènes en remplacement d'Aloha Núñez. L'année suivante, elle est remplacée par sa prédécesseuse. Le 9 février 2022, elle est de nouveau nommée ministre vénézuélienne des Peuples indigènes.